# 查尼亞拉爾

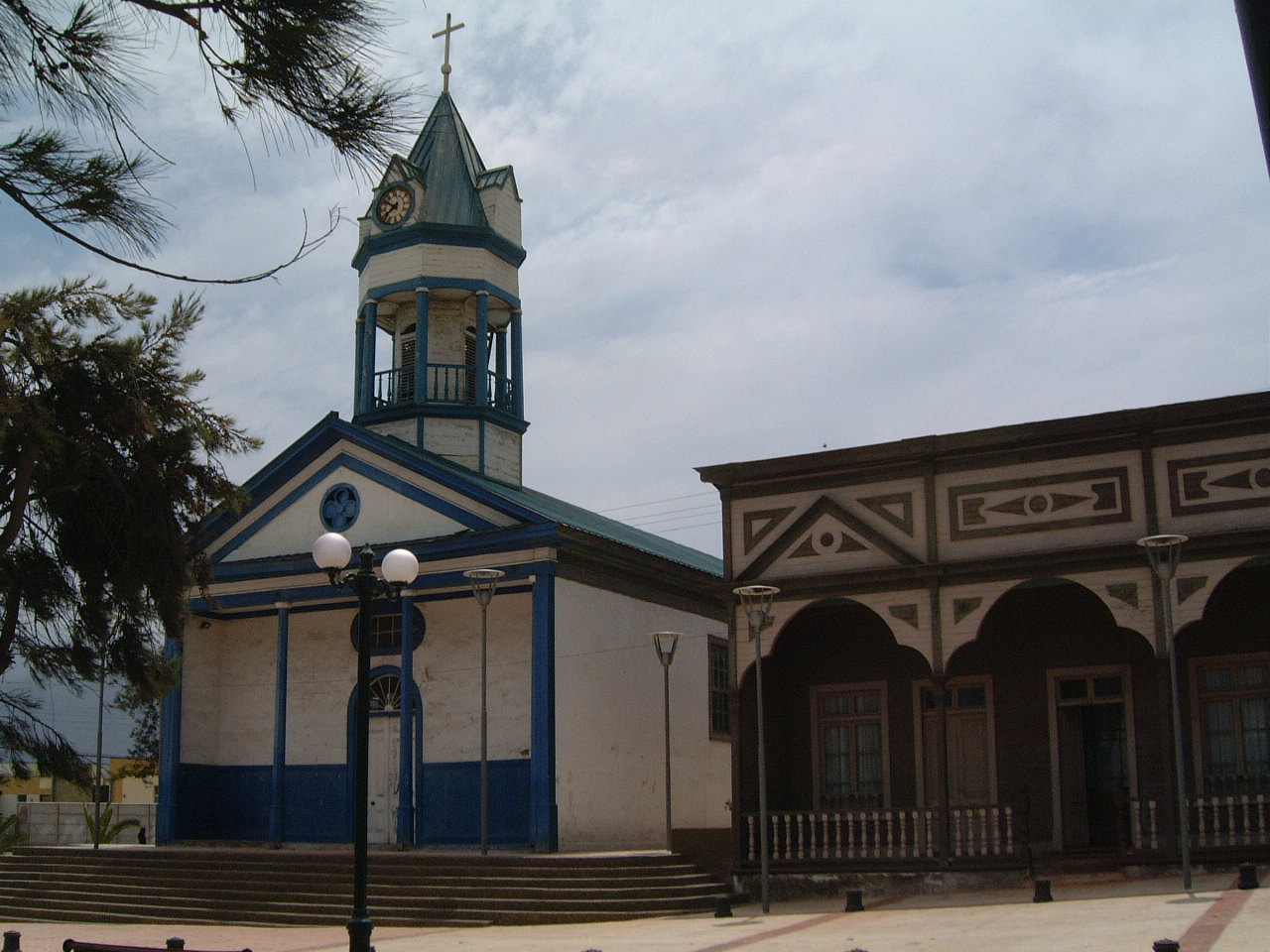

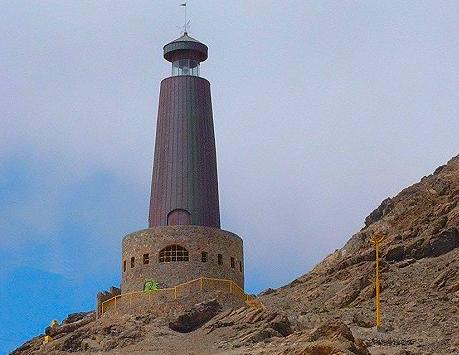

查尼亞拉爾是智利的城鎮，位於該國北部，由阿塔卡馬大區負責管轄，也是查尼亞拉爾省的首府，始建於1833年10月26日，面積5,722平方公里，2002年人口13,543，人口密度每平方公里2.4人。

## 外部連結
- （西班牙文） Municipality of Chañaral （页面存档备份，存于）